# KBS第1频道
KBS第1频道（韓語：KBS 제1TV）又称KBS 1TV，是韩国廣播公司（KBS）对韩国国内的一个电视频道，主要播送新闻、文化和体育节目，呼號為HLKA-DTV、HLCK。其前身是由美国RCA公司成立于1961年12月31日开播的大韩放送，曾为韩国唯一的电视台及首家民营电视台，其后收归国有。

## 历史

1973年至1984年
1984年至2018年
2018年至今

- 1956年5月12日 - 由美国无线电公司成立，电视频道开播试播。
- 1957年5月12日 - 由于经营困难，公司被出售给韩国日报旗下的大韩放送株式会社。
- 1959年2月2日 - 发生火灾，导致节目播放中断。
- 1959年3月1日 - 在韩国美国军中广播的帮助下恢复节目播放。
- 1961年10月15日 - 由于各种原因，作为民营电视台的大韩放送正式停播，以“国营汉城电视放送局”的名义，被KBS接管。
- 1961年12月31日 - 作为KBS旗下的电视频道开始播放节目。
- 1962年1月15日 - 节目播放时间确定为每日4.5小时。
- 1963年1月1日 - 开始播放广告。[2]
- 1963年12月31日 - 节目播放时间修改（周一至周六06:35-09:00，周日07:00-00:00）。
- 1969年5月1日 - 广告播出取消。[3]
- 1969年10月1日 - 周一至周六节目播放时间修改（06:35-11:00）。
- 1970年10月19日 - 周一至周六节目播放时间修改（07:10-11:00）。
- 1971年5月3日 - 节目播放时间修改（每日07:00-11:00）。
- 1971年6月28日 - 节目播放时间修改（周一至周六07:20-11:00，周日07:00-00:00）。
- 1971年8月16日 - 周一至周六节目播放时间修改（06:30-11:00）。
- 1971年10月11日 - 节目播放时间修改（每日07:00-11:00）。
- 1971年10月18日 - 节目播放时间修改（周一至周六07:30-11:00，周日07:00-00:00）。
- 1972年4月3日 - 周一至周六节目播放时间修改（07:20-11:00）。
- 1972年6月12日 - 节目播放时间修改（每日07:00-11:00）。
- 1972年10月23日 - 节目播放时间修改（周一至周六07:30-11:00，周日07:00-00:00）。
- 1972年11月6日 - 周一至周六节目播放时间修改（07:05-11:00）。
- 1972年11月6日 - 节目播放时间修改（每日7:00-11:00）。
- 1973年12月3日 - 因第一次石油危机，导致周一至周六节目停播。
- 1977年10月18日 - 开始播放单元剧《传说的故乡》。
- 1980年10月6日 - 增加周日下午节目播出时间（18:00-23:30）。
- 1980年11月9日 - 开始播放《全国歌唱比赛》。
- 1981年3月7日 - 恢复广告播出。[4]
- 1981年5月25日 - 恢复周一至周六节目播出（07:00-10:00）。
- 1981年6月8日 - 节目播放时间修改（周一至周六06:00-10:00）。
- 1981年9月7日 - 节目播放时间修改（周一至周六05:30-10:00）。
- 1985年11月4日 - 节目播放时间修改（周一至周六06:00-10:00）。
- 1986年 - 在1986年亚洲运动会期间，改为02:00开播。
- 1987年10月17日 - 节目播放时间修改（周六06:00-13:00）。
- 1987年10月19日 - 深夜节目取消。
- 1988年 - 在1988年夏季奥林匹克运动会期间，改为02:00开播。
- 1991年1月21日 - 因海湾战争爆发，导致下午的节目播放时间修改（周一至周五18:00-00:00）。
- 1991年10月7日 - 下午的节目播放时间改为17:30开始。
- 1993年10月7日 - 在1993年世界博览会期间，周一至周五的节目播放时间修改。
- 1995年9月4日 - 下午节目播放时间修改（周一至周五17:00-01:00）。
- 1996年3月4日 - 上午节目播放时间修改（周一至周五06:00-12:00）。
- 1997年5月19日 - 下午节目播放时间修改（周一至周五16:00-01:00）。
- 1999年5月18日 - 周末节目结束时间延长至01:00。
- 2001年11月5日 - 开始播放数字电视。[5]
- 2002年5月 - 在2002年世界杯足球赛期间，开始24小时播放节目。
- 2005年12月1日 - 开通DMB，以U-KBS STAR的形式播出。周一至周五每天播放19.5小时，周末播放20小时。
- 2012年10月8日 - 开始常态化24小时播出。仅在每个月的第2、4个周一的01:30-05:00停机检修。

## DMB
自2005年12月1日起，KBS第1频道开始在U-KBS之下以U-KBS STAR的名义通过DMB的方式播出。

## 收看频段

### 数字电视
KBS第1频道：
- 呼号：HLKA-DTV
- 虚拟信道：9-1

KBS第2频道：
- 呼号：HLSA-DTV
- 虚拟信道：7-1

| 发射地 | 物理信道 | 物理信道 | 发射功率 |
| 发射地 | 第1频道  | 第2频道  | 发射功率 |
| ------ | -------- | -------- | -------- |
| 冠岳山 | CH 15    | CH 17    | 2.5kW    |
| 南山   | CH 62    | CH 63    | 5kW      |
| 佛光洞 | CH 48    | CH 51    | 90W      |
| 白莲山 | CH 46    | CH 53    | 90W      |
| 貞陵洞 | CH 30    | CH 54    | 50W      |
| 長位洞 | CH 22    | CH 50    | 90W      |

### 模拟电视
注：2012年12月31日16:00已停播
KBS第1频道：
- 呼号：HLKA-TV

KBS第2频道：
- 呼号：HLKC-TV

| 发射地 | 信道    | 信道    | 发射功率  |
| 发射地 | 第1频道 | 第2频道 | 发射功率  |
| ------ | ------- | ------- | --------- |
| 南山   | CH 88   | CH 2    | 50kW      |
| 冠岳山 | CH 49   | CH 29   | 30kW/10kW |
| 佛光洞 | CH 49   | CH 52   | 500W      |
| 白莲山 | CH 20   | CH 32   | 500W      |
| 貞陵洞 | CH 53   | CH 57   | 100W      |
| 东小门 | CH 49   | CH 36   | 10W       |
| 長位洞 | CH 20   | CH 45   | 500W      |
| 杏堂洞 | CH 57   | CH 21   | 10W       |

其他地区收看频段详情参见各地放送局：
- KBS京仁放送中心
- KBS春川放送總局
  - KBS原州放送局
  - KBS江陵放送局
- KBS大田放送總局
- KBS清州放送總局
  - KBS忠州放送局
- KBS釜山放送總局
  - KBS蔚山放送局
- KBS昌原放送總局
  - KBS晋州放送局
- KBS大邱放送總局
  - KBS安东放送局
  - KBS浦项放送局
- KBS光州放送總局
  - KBS木浦放送局
  - KBS順天放送局
- KBS全州放送總局
- KBS濟州放送總局

## 关连项目
- 韩国廣播公司（KBS）